# 3기 SBS배 연승바둑최강전
3기 SBS배 연승바둑최강전은 SBS의 TV속기전이다. 결승에서는 이창호 七단이 유창혁 六단을 2대 1으로 우승하여 3연패 달성과 통산 3회 우승했다. 

## 대국 결과
| 대진      | 연도   | 대국일자  | 승자            | 패자            | 결과              | 기보 |
| --------- | ------ | --------- | --------------- | --------------- | ----------------- | ---- |
| 본선 1국  | 1994년 | 3월 24일  | 김수장 九단     | (故)임선근 七단 |                   |      |
| 본선 2국  | 1994년 | 3월 24일  | 김수장 九단     | 홍태선 七단     |                   |      |
| 본선 3국  | 1994년 | 4월 13일  | 김종준 二단     | 김수장 九단     | 흑 불계승         |      |
| 본선 4국  | 1994년 | 4월 13일  | 양건 二단       | 김종준 二단     | 백 1집반승        |      |
| 본선 5국  | 1994년 | 4월 13일  | 양건 二단       | (故)김수영 六단 | 흑 20집반승       |      |
| 본선 6국  | 1994년 | 4월 13일  | 조훈현 九단     | 양건 二단       | 백 불계승         |      |
| 본선 7국  | 1994년 | 5월 20일  | 조훈현 九단     | 문명근 七단     | 백 불계승         |      |
| 본선 8국  | 1994년 | 5월 20일  | 조훈현 九단     | 이상훈(大) 三단 | 흑 불계승         |      |
| 본선 9국  | 1994년 | 6월 3일   | 오규철 五단     | 최명훈 三단     | 흑 불계승         |      |
| 본선 10국 | 1994년 | 6월 3일   | 오규철 五단     | 강훈(大) 八단   | 흑 불계승         |      |
| 본선 11국 | 1994년 | 6월 16일  | 오규철 五단     | 노영하 七단     | 흑 불계승         |      |
| 본선 12국 | 1994년 | 6월 16일  | 서봉수 九단     | 김덕규 六단     | 흑 8집반승        |      |
| 본선 13국 | 1994년 | 7월 1일   | 양재호 八단     | 서봉수 九단     | 흑 1집반승        |      |
| 본선 14국 | 1994년 | 7월 1일   | 양재호 八단     | 김기헌 二단     | 백 불계승         |      |
| 본선 15국 | 1994년 | 7월 22일  | 양재호 八단     | 안관욱 二단     | 백 5집반승        |      |
| 본선 16국 | 1994년 | 7월 22일  | 이동규 七단     | (故)장두진 七단 | 백 불계승         |      |
| 본선 17국 | 1994년 | 7월 29일  | 유창혁 六단     | 이동규 七단     | 백 2집반승        |      |
| 본선 18국 | 1994년 | 7월 29일  | 유창혁 六단     | 양상국 七단     | 백 8집반승        |      |
| 본선 19국 | 1994년 | 8월 18일  | 유창혁 六단     | 서능욱 九단     | 흑 11집반승       |      |
| 본선 20국 | 1994년 | 8월 18일  | 허장회 七단     | 최규병 七단     | 흑 2집반승        |      |
| 본선 21국 | 1994년 | 9월 22일  | 장수영 九단     | 허장회 七단     | 백 13집반승       |      |
| 본선 22국 | 1994년 | 9월 22일  | 김희중 八단     | 장수영 九단     | 흑 20집반승       |      |
| 본선 23국 | 1994년 | 10월 7일  | 정수현 八단     | 김희중 八단     | 백 2집반승        |      |
| 본선 24국 | 1994년 | 10월 7일  | 정수현 八단     | 이홍열 五단     | 흑 7집반승        |      |
| 본선 25국 | 1994년 | 10월 21일 | (故)우쑹성 九단 | 정수현 八단     | 흑 1집반승        |      |
| 본선 26국 | 1994년 | 10월 21일 | (故)우쑹성 九단 | 윤기현 九단     | 흑 불계승         |      |
| 본선 27국 | 1994년 | 11월 4일  | 백성호 八단     | (故)우쑹성 九단 | 흑 불계승         |      |
| 본선 28국 | 1994년 | 11월 4일  | 이창호 七단     | 백성호 八단     | 백 12집반승       |      |
| 결선 1국  | 1994년 | 11월 11일 | 이창호 七단     | 조훈현 九단     | 239수 백 4집반승  |      |
| 결선 2국  | 1994년 | 11월 11일 | 이창호 七단     | 오규철 五단     | 264수 백 7집반승  |      |
| 결선 3국  | 1994년 | 11월 11일 | 유창혁 六단     | 양재호 九단     | 219수 백 5집반승  |      |
| 결승 1국  | 1995년 | 3월 3일   | 이창호 七단     | 유창혁 六단     | 242수 흑 12집반승 |      |
| 결승 2국  | 1995년 | 3월 3일   | 유창혁 六단     | 이창호 七단     | 185수 흑 불계승   |      |
| 결승 3국  | 1995년 | 3월 24일  | 이창호 七단     | 유창혁 六단     | 242수 흑 반집승   |      |